# Шариков Сергій Олександрович
Сергій Олександрович Шариков (рос. Сергей Александрович Шариков, нар. 18 червня 1974, Москва, Росія — 6 червня 2015, Таруський район, Росія) — російський фехтувальник на шаблях, дворазовий олімпійський чемпіон (1996 та 2000 роки), срібний (1996 рік) та бронзовий (2004 рік) призер Олімпійських ігор, триразовий чемпіон світу, п'ятиразовий чемпіон Європи.

## Біографія
6 червня 2015 року загинув у автокатастрофі у Таруському районі на 59-му кілометрі автодороги Калуга—Серпухов, виїхавши на квадроциклі на зустрічну смугу в стані алкогольного сп'яніння (2,2 промілле).

## Виступи на Олімпіадах
| Олімпіада    | Дисципліна          | Місце |
| ------------ | ------------------- | ----- |
| Атланта 1996 | індивідуальна шабля | 2     |
| Атланта 1996 | командна шабля      | 1     |
| Сідней 2000  | індивідуальна шабля | 10    |
| Сідней 2000  | командна шабля      | 1     |
| Атланта 2004 | індивідуальна шабля | 8     |
| Атланта 2004 | командна шабля      | 3     |